# Хаваи (окръг)
Вижте пояснителната страница за други значения на Хаваи.
Окръг Хаваи (на английски: Hawaii County) е окръг в щата Хаваи, Съединени американски щати. Площта му е 13 175 km². Според оценката за 2019 г. населението е 201 513 души. Административен център е град Хило. В окръг Хавай няма включени градове. 
Кмет на окръг Хавай е Мич Рот, който встъпи в длъжност през 2020 г. Законодателната власт е поверена на деветчленен съвет на окръг Хавай.
Окръг Хавай е един от седемте окръга в Съединените щати, които споделят същото име като щата, в който се намират (останалите шест са окръг Арканзас, окръг Айдахо, окръг Айова, окръг Ню Йорк, окръг Оклахома и окръг Юта). 

## География
Окръг Хавай има обща площ от 5 086,70 квадратни мили (13 174,5 km 2 ); 4 028,02 квадратни мили (10 432,5 km 2 ) са земя и 1 058,69 квадратни мили (2 742,0 km 2 ) са вода.  Земната площ на окръга обхваща 62,7 процента от земната площ на щата. Това е най-високият процент от всеки окръг в Съединените щати. 

### Демографски данни
Към 2010 г. на острова има постоянно население от 185 079 души.  В окръга има 64 382 домакинства. Гъстотата на населението е 17,7/km 2 (45,9/mi 2 ). Има 82 324 жилищни единици със средна плътност 8/km 2 (20/mi 2 ). Расовият състав на окръга е 34,5% бели, 29,2% от две или повече раси, 22,6% азиатци, 12,4% местни жители на Хавай или други тихоокеански острови и 0,7% афроамериканци; 11,8% от населението са били латиноамериканци. Най-големите групи по произход са:
- 9,8% японци
- 9,6% германци
- 8,6% филиппинци
- 8,5% местни хавайци
- 8,3% португалци
- 6,9% ирландци
- 5,7% англичани
- 5,1% пуерториканци
- 3,2% мексиканци
- 2,5% французи
- 2,2% италианци
- 1,9% испанци
- 1,7% шотландци
- 1,5% шотлано-ирландци
- 1,5% шведи
- 1,1% поляци
- 1,1% холандци
- 1,0% норвежци

Има 64 382 домакинства, от които 32,2% са с деца под 18 години, 50,6% са семейни двойки, живеещи заедно, а 30,4% са несемейни. Средният размер на домакинството е 2,75, а средният размер на семейството е 3,24.
Възрастовото разпределение е 26,1% под 18 години, 8,2% от 18 до 24 години, 26,2% от 25 до 44 години, 26,0% от 45 до 64 години и 13,5% на 65 или повече години. Средната възраст е 39 години. На всеки 100 жени има 100 мъже. На всеки 100 жени на възраст 18 и повече години има 98 мъже.
41,3% от хората на остров Хавай са религиозни, което означава, че са свързани с религия. 18,4% са католици; 3,7% са от друга християнска вяра; 5,0% са от източна вяра; 0,1% са мюсюлмани. 

## Политика
Изпълнителната власт е поверена на кмета на окръг Хавай, който се избира за четиригодишен мандат. От 2004 г. изборите са на безпартийна основа. През 2020 г. Мич Рот беше избран за кмет, наследявайки Хари Ким, който загуби преизбирането, след като беше победен на първичните избори.  Законодателната власт е предоставена на деветчленен окръжен съвет. Членовете на окръжния съвет се избират на безпартийна основа за срок от две години от едномандатни окръзи.  От декември 2016 г. Съветът на окръг Хавай има за първи път женско мнозинство, с шест жени и трима мъже. 

## Побратимени градове
Побратимите на окръг Хавай са: 
- община Кабугао, Филипини
- Ормок, Филипини
- Реюнион, Франция
- Ла Серена, Чили
- окръг Гоксон, Южна Корея
- Кумеджима, Япония
- Наго, Япония
- Ошима, Япония
- Сумото, Япония
- Шибукава, Япония
- Юрихама, Япония